# Electric Warrior
Electric Warrior es el sexto álbum de estudio de la banda británica de glam rock T. Rex, publicado en 1971 por Fly Records para Europa y por Reprise Records para los Estados Unidos. Es el primer trabajo en el que participaron los músicos Steve Currie y Bill Legend como miembros activos de la banda. Su grabación tuvo lugar entre marzo y junio de 1971 en cuatro estudios de tres ciudades diferentes (Londres, Los Ángeles y Nueva York), debido a que por aquel entonces tenían una gira programada por los Estados Unidos. Es considerado como el primer disco del glam rock y uno de los más importantes de este subgénero musical; con el pasar de los años medios especializados lo han posicionado en algunas listas de los mejores álbumes musicales.
Luego de su lanzamiento recibió mayoritariamente críticas favorables por parte de la prensa especializada, como también una positiva recepción en las listas musicales de algunos países. En el Reino Unido tuvo un gran éxito, ya que llegó hasta el primer lugar del UK Albums Chart y durante un período de doce meses fue la producción más vendida en ese país. Sus dos sencillos «Get It On» y «Jeepster» alcanzaron respectivamente el primer y segundo puesto de la lista UK Singles Chart. Para promocionarlo, en octubre de 1971 comenzó su respectiva gira que les permitió dar presentaciones tanto en Europa y en los Estados Unidos hasta agosto de 1972.

## Antecedentes
Hasta la primera mitad de 1970 la banda había lanzado cuatro discos de estudio con un sonido ligado al folk rock y folk psicodélico. De ellos, A Beard of Stars fue el que mejor posición logró en la lista UK Albums Chart del Reino Unido, ya que alcanzó el puesto 21. En octubre salió a la venta el sencillo «Ride a White Swan», que se situó en la casilla 2 del UK Singles Chart, siendo su primer trabajo con su nombre reducido de Tyrannosaurus Rex a T. Rex. Considerada por el crítico Ned Raggett de Allmusic como la canción que inadvertidamente fundó la «glam rock manía», su éxito en la mencionada lista británica sorprendió a la banda y según el productor Tony Visconti fue el «catalizador» del estilo que buscaba Marc Bolan. En una entrevista al cantante dada a la revista Disc & Music Echo en noviembre de 1970 aseguró que: «He sintonizado el canal mental que hace que una grabación sea un éxito. Siento que podría escribir un número uno».
Con la idea de cambiar su dirección musical, Bolan añadió la guitarra eléctrica a sus composiciones y decidió agregar a un bajista y a un batería. A finales de 1970 Bolan contrató a Steve Currie y por un corto tiempo T. Rex fungió como un power trio. A principios de enero de 1971, y con la intervención de Tony Visconti, Bolan también fichó al batería Bill Legend a quien había visto en un concierto en vivo. Ya como cuarteto, el 21 y 22 de enero grabaron el sencillo «Hot Love», que contó con la participación de Mark Volman y Howard Kaylan en los coros, como ya lo habían hecho previamente en «Ride a White Swan». Publicado el 19 de febrero de 1971, «Hot Love» estuvo diecisiete semanas en el UK Singles Chart —seis de ellas en el primer lugar— y vendió cerca de un millón de copias.

## Composición y grabación

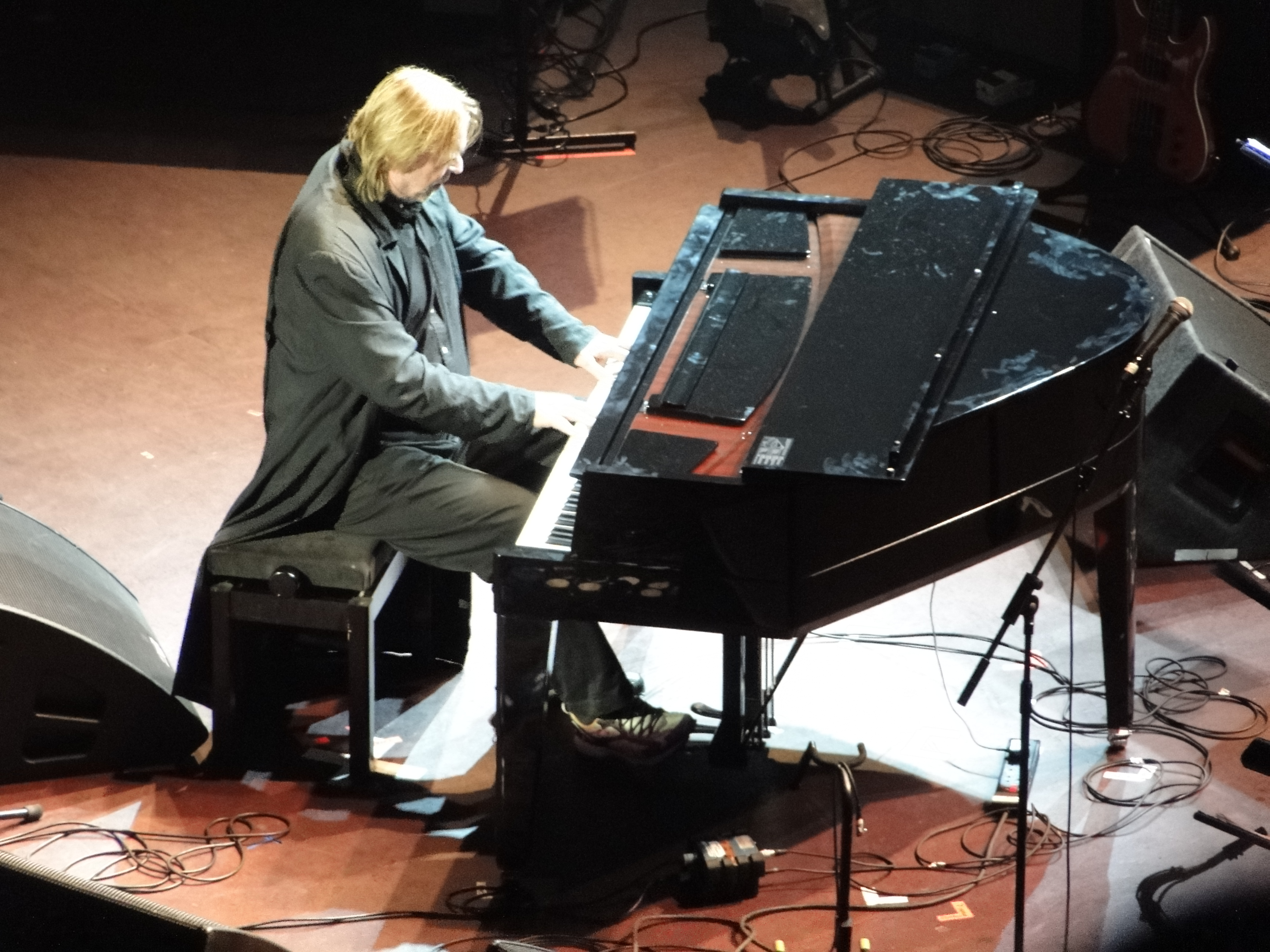
Invitado por Marc Bolan, el tecladista Rick Wakeman tocó el piano y el órgano Hammond en la canción «Get It On». En la imagen el músico en 2009

Debido a que la banda tenía programada una gira por los Estados Unidos, la grabación del disco tuvo que realizarse de manera intermitente; en total tardó seis semanas entre marzo y junio de 1971. Al principio Bolan no había considerado a Tony Visconti para producir el álbum, pero su inclusión fue por una mera coincidencia. A mediados de abril T. Rex junto con Visconti viajaron a Los Ángeles, en donde dieron unas presentaciones en el Whisky A Go Go. Allí, aprovecharon para reunirse con Howard Kaylan y Mark Volman para trabajar con el primer material escrito por Bolan. Las melodías vocales de «Get It On», «Monolith» y «Planet Queen» nacieron por ese período y se grabaron en los Wally Heider Studios de Los Ángeles. A finales de abril regresaron a Nueva York para registrar en los Media Sound Studios una versión lenta de «Lean Woman Blues», una acústica y otra eléctrica de «Girl» y una acústica de «Jeepster». Según Visconti, aprovecharon la reverberación de ese estudio para dar un eco natural a la guitarra de Bolan y a la batería de Bill Legend. En la primera semana de mayo la banda retornó a Inglaterra. En esta segunda parte, que tuvo lugar en los estudios Trident y Advision de Londres, Bolan perfeccionó las canciones grabadas en los Estados Unidos, terminó las maquetas de «Cosmic Dancer» y «Mambo Sun» y reescribió «Jeepster» en una versión eléctrica. Una vez terminada la lista de canciones, el vocalista decidió añadir un tema a último minuto, «Rip Off». Originalmente llamada «The Rip Off» era una maqueta que habían descartado en abril. Visconti relató que con los años la gente le decía que esta canción no encajaba con las demás, a lo que respondió: «Tienen toda la razón. "Rip Off" era una gema hecha inconscientemente, que se hizo con otra parte del cerebro». Para darle una mayor complejidad a sus composiciones, Bolan invitó a Rick Wakeman y a Ian McDonald para tocar el piano y el saxofón en «Get It On» respectivamente, mientras que el músico de jazz Burt Collins interpretó el fliscorno en «Girl» y Tony Visconti escribió la sección de cuerdas de las demás canciones.
Según Visconti, el sonido de Electric Warrior nació de la «intimidad cruda» de las sesiones grabadas en los Estados Unidos y de la «elegancia» de las realizadas en Inglaterra. Como indicó el productor, las composiciones de Bolan trataron de mezclar el estilo del rhythm and blues con el rock de Chuck Berry, The Beatles y The Beach Boys y la sección de cuerdas de The Shirelles, con la idea de tener una reminiscencia a la música popular de los años 1960. Calificado dentro del subgénero musical glam rock, sus canciones presentan el típico patrón compositivo de Bolan: una poesía mística y sin sentido con sutiles comentarios amorosos, sensuales y sexuales, musicalizada en baladas y boogies. Temas de tempo medio («Mambo Sun», «Cosmic Dancer», «Planet Queen» y «The Motivator») se mezclan con baladas deprimentes («Monolith», «Girl» y «Life's a Gas»), pistas de rock and roll («Jeepster» y «Get It On»), toques del blues británico («Lean Woman Blues») y el proto punk («Rip Off»).

## Portada
La esposa de Bolan, June Child, concibió el concepto de la portada al ver una fotografía de él tomada por Kieron «Spud» Murphy, mientras que Aubrey Powell de la firma Hipgnosis quedó a cargo de su realización. Según el escritor Sean Egan la portada «marcó la diferencia entre ser un músico profesional y una estrella de rock», ya que aparecía la silueta de Bolan tocando su guitarra eléctrica rodeada por una aureola dorada sobre un fondo negro, delante de una pila de altavoces. Por su parte, George Underwood diseñó el librillo de notas y dibujó un retrato de Bolan y otro de Mickey Finn que aparecieron en la parte interna de la portada. Cabe señalar que Murphy también recibió créditos por las fotografías del librillo de notas y de la contraportada.

## Lanzamiento y reediciones
Electric Warrior salió a la venta el 24 de septiembre de 1971 por Fly Records para el mercado europeo y por Reprise Records para los Estados Unidos. Con el pasar de los años ha sido relanzado en varios formatos en más de una decena de veces. De ellas destacó la reedición publicada por A&M Records en 2001 titulada Electric Warrior - 30th Anniversary Special Edition, que contó con ocho de las once canciones en su versión no terminada como bonus tracks. El 25 de febrero de 2003 Reprise y Rhino Records lanzaron una nueva edición que tenía seis pistas adicionales: el sencillo «Hot Love» y sus respectivos lados B («Woodland Rock» y «King of the Mountain Cometh»), una versión acústica de «Planet Queen», y «There Was a Time» y «Raw Ramp» que habían sido publicados como lados B del sencillo «Get It On» en el formato maxisencillo. Además, incluyó una entrevista a los miembros de la banda de un poco más de diecinueve minutos de duración dada en los Estados Unidos.

## Recepción comercial y promoción
El álbum tuvo un gran éxito en el Reino Unido, ya que pasó cuarenta y cuatro semanas en la lista UK Albums Chart; ocho de ellas en el primer lugar. En menos de dos semanas vendió 48 000 copias y por un período de doce meses fue el disco más comercializado en ese país. Además, ingresó en la VG-lista de Noruega (puesto 15) y en el Media Control Charts de Alemania (puesto 14). Por su parte, en los Estados Unidos logró la posición 32 en el Billboard 200, en donde permaneció por treinta y cuatro semanas. En marzo de 2021, la Recording Industry Association of America (RIAA) le confirió un disco de oro, por vender más de 500 000 copias en ese país. En 2012 ingresó nuevamente en algunas listas musicales, entre ellas llegó hasta la casilla 55 del UK Albums Chart. Esta reedición recibió en 2019 la certificación de disco de oro por la BPI luego de vender más de 100 000 copias en el Reino Unido. En cuanto a su promoción, el 2 de julio de 1971 se publicó el sencillo «Get It On», que alcanzó el primer lugar en el UK Singles Chart. En 2018 la BPI lo certificó con disco de plata tras vender más de 200 000 copias. Renombrado en los Estados Unidos como «(Bang a Gong) Get It On» —para no confundirlo con una canción de la banda de jazz rock Chase— alcanzó el 4 de abril de 1972 el puesto 10 del Billboard Hot 100, siendo la posición más alta lograda por un sencillo de T. Rex en aquel país. A finales de 1971 el sello Fly publicó un segundo sencillo titulado «Jeepster», que obtuvo la segunda posición en el UK Singles Chart. A pesar de aquello, el lanzamiento no contó con la aprobación de Bolan quien dio por terminado su contrato con Fly Records para establecer una casa discográfica propia.
Por aquel entonces el éxito comercial de la banda iba en aumento, ya que se calcula que T. Rex vendió el 4 % de la toda la música grabada en el Reino Unido en ese año. Esta nueva beatlemanía, apodada por el publicista irlandés BP Fallon como T.Rextacy, también se reflejó en la gira promocional que  comenzó el 19 de octubre de 1971 en el recinto Portsmouth Guildhall de Portsmouth. El tramo por el Reino Unido contó con veinte conciertos todo vendido y debido a la alta demanda de boletos tuvieron que incluirse dos presentaciones más dadas en el Liverpool Stadium de Liverpool el 11 de noviembre. La segunda parte de la gira se ejecutó entre enero y agosto de 1972 con fechas en el Reino Unido, Italia, Noruega, Alemania Occidental y los Estados Unidos.

## Comentarios de la crítica
Electric Warrior recibió reseñas positivas por parte de la prensa especializada. Steve Huey de Allmusic le otorgó cinco estrellas de cinco posibles afirmando que es un álbum vigorizante y contagioso, y que «la composición de los temas básicos y la teatralidad elaborada influyeron en todo, desde el hard rock al punk hasta el new wave». Ben Gerson de Rolling Stone hizo énfasis en la calidad de la voz y la composición de Marc Bolan. Kris Needs de la revista Record Collector en su revisión a la edición del cuadragésimo aniversario del disco mencionó en retrospectiva que «Bolan nunca volvería a sonar tan fresco, sexy y desconocido». Andrew Burgess de la revista en línea MusicOMH le dio cuatro estrellas y media de cinco y afirmó que «a menudo es promocionado como la piedra angular del glam rock» y que es uno de los mejores discos jamás grabados. Chis Jones de la BBC lo citó como el álbum más consistente de la banda, resaltando lo fresco que aún suena con el paso de los años.
Robert Christgau destacó su éxito inesperado, pero sobre todo la transformación de Bolan que pasó desde tratar con unicornios, magos y sonidos progresivos en su etapa como Tyrannosaurus Rex a convertirse en una estrella y mito del rock. Por otro lado, Brian James de Pitchfork Media lo nombró como el primero y el mejor de un trío de álbumes brillantes (Electric Warrior de 1971, The Slider de 1972 y Tanx de 1973) y además añadió: «Bolan puede haber sido conocido por sus sencillos, pero sus álbumes, y este en particular, merecen ser escuchados en su totalidad».

### Legado y reconocimientos
Considerado como la primera producción del glam rock y uno de los más importantes de este subgénero musical, con el pasar de los años ciertos escritores, sitios webs y revistas especializadas lo han posicionado en algunas listas de los mejores álbumes musicales. En 1986 la revista Sounds lo ubicó en el puesto 10 de los 100 mejores álbumes de todos los tiempos, mientras que Classic Rock lo colocó en el trigésimo séptimo lugar de los 100 mejores del rock británico. La británica Mojo lo incluyó en los 70 más grandes de los setenta y Q lo agregó a su lista de los 50 (+50) mejores álbumes británicos. Por su parte, en 1987 figuró en el puesto 100 de los 100 grandes álbumes de los últimos veinte años de la edición estadounidense de Rolling Stone, mientras que en 2003 la misma publicación lo posicionó entre los 500 mejores de todos los tiempos. En 2004, Pitchfork Media lo consideró como el vigésimo disco de su lista los 100 de los años 1970. También se incluyó en los libros 1001 discos que hay que escuchar antes de morir de 2005 y en la tercera edición de los 1000 álbumes de todos los tiempos del escritor Colin Larkin de 2006.
El guitarrista Paul Weller lo nombró como uno de sus discos favoritos y citó a la manera de tocar de Bolan como «...realmente única. Conoces su sonido al instante». Viv Albertine de The Slits tuvo una opinión similar, sintiendo que fue el álbum en el que Bolan se volvió eléctrico con todo el sonido y la caricatura sexual y humorística. El productor John Parish lo incluyó entre sus cinco álbumes favoritos: «Cuando estoy trabajando... me gusta tener algunos discos que son los más importantes para mí y los mantengo periódicamente para recordarme lo buenos que pueden ser».

## Lista de canciones
Todas las canciones están escritas por Marc Bolan. 

| N.º | Título             | Duración |  |
| 1.  | «Mambo Sun»        | 3:40     |  |
| 2.  | «Cosmic Dancer»    | 4:30     |  |
| 3.  | «Jeepster»         | 4:12     |  |
| 4.  | «Monolith»         | 3:49     |  |
| 5.  | «Lean Woman Blues» | 3:02     |  |
| 6.  | «Get It On»        | 4:27     |  |
| 7.  | «Planet Queen»     | 3:13     |  |
| 8.  | «Girl»             | 2:32     |  |
| 9.  | «The Motivator»    | 4:00     |  |
| 10. | «Life's a Gas»     | 2:24     |  |
| 11. | «Rip Off»          | 3:40     |  |

| Pistas adicionales en reedición de 2003 |                                                      |          |  |
| N.º                                     | Título                                               | Duración |  |
| 12.                                     | «There Was a Time»                                   | 1:00     |  |
| 13.                                     | «Raw Ramp»                                           | 4:16     |  |
| 14.                                     | «Planet Queen» (versión acústica)                    | 3:00     |  |
| 15.                                     | «Hot Love»                                           | 4:59     |  |
| 16.                                     | «Woodland Rock»                                      | 2:24     |  |
| 17.                                     | «King of the Mountain Cometh»                        | 3:57     |  |
| 18.                                     | «The T. Rex Electric Warrior Interview» (entrevista) | 19:35    |  |

## Posicionamiento en listas musicales
| País           | Lista (1971-1972)           | Posición |
| -------------- | --------------------------- | -------- |
| Alemania       | Media Control Charts        | 14       |
| Australia      | Kent Music Report           | 15       |
| Estados Unidos | Billboard 200               | 32       |
| Noruega        | VG-lista                    | 12       |
| Reino Unido    | UK Albums Chart             | 1        |
| País           | Lista (2012)                | Posición |
| Alemania       | Media Control Chart         | 87       |
| Estados Unidos | Billboard Vinyl Albums      | 9        |
| Estados Unidos | Billboard Tastemakers Chart | 24       |
| Francia        | French Albums Chart         | 185      |
| Reino Unido    | UK Albums Chart             | 55       |
| País           | Lista (2016)                | Posición |
| Francia        | French Albums Chart         | 166      |

| País     | Lista (1972)         | Posición |
| -------- | -------------------- | -------- |
| Alemania | Media Control Charts | 24       |

## Certificaciones
| País           | Organismo certificador | Certificación | Ventas certificadas | Ref.   |
| -------------- | ---------------------- | ------------- | ------------------- | ------ |
| Estados Unidos | RIAA                   | Oro           | 500 000             | [ 30 ] |
| Reino Unido    | BPI                    | Oro           | 100 000             | [ 31 ] |

## Créditos
| - Marc Bolan: voz y guitarra eléctrica - Mickey Finn: percusión y coros - Steve Currie: bajo - Bill Legend: batería Músicos invitados - Mark Volman y Howard Kaylan: coros - Rick Wakeman: piano y órgano Hammond en «Get It On» - Ian McDonald: saxofón alto y saxofón barítono en «Get It On» - Burt Collins: fliscorno en «Girl» | - Tony Visconti: productor y sección de cuerdas - Rik Pekkonen, Malcolm Cecil, Roy T. Baker y Martin Rushent: ingenieros - Spud Murphy: fotógrafo - George Underwood: diseñador de la contraportada y librillo de notas - Hipgnosis: diseñador de la portada - June Child: conceptora de la portada - Dan Hersch y Bill Inglot: remasterización |

Fuente: Contraportada de Electric Warrior.